# قاي ويكس
قاي ويكس (بالإنجليزية: Guy Wicks)‏ هو مدرب كرة سلة أمريكي، ولد في 8 يونيو 1902 في إيوستيس في الولايات المتحدة، وتوفي في 16 يناير 1968.

## وصلات خارجية
- قاي ويكس على موقع كلية كرة السلة في سبورتس رفرنس.كوم (الإنجليزية)